# Prelaz Šingo La
Šingo-la je visokogorski prelaz v Indiji, na meji med Ladakom in  Himačal Pradešom. Na prelazu je plitvo jezero 20m pod vrhom prelazom. Prelaz je na dolgi pešpoti, ki povezuje Zanskar z Lahulom, ki jo uporablja lokalno prebivalstvo in visokogorski pohodniki. Za pohodnike je eden od lažjih 5000 m prelazov v Indijski Himalaji, saj ne vključuje nobenega prehoda ledenika niti previsnega plezanja. Na prelazu je sneg v vseh letnih časih, vendar je poleti potrebno prehoditi le nekaj zasneženih odsekov. Natančna nadmorska višina prelaza varira po več virih od 4.900 do 5.100 metrov.   
Prelaz Šingo je vhodna točka v Lugnak dolino v Zanskarju. Najbližja naseljena vas v Zanskarju je Kurgiak med tem ko je na strani Lahula to vas Čika (ang.:  Chikka). Do obeh vasi se navadno potrebuje dva dni hoje od prelaza. Bazični kamp za prehod prelaza se postavi v Čumik Nakpo s strani Darče in  Lakham s strani Paduma.